# 神界 (2002年游戏)
《神界》是一款2002年由CDV发行，Larian Studios开发的动作角色扮演游戏。

## 剧情
在游戏初始剧情的两千年前，Rivellon大陆的七英雄为了保护Rivellon大陆而在与邪恶巫师的战斗中牺牲。为了纪念七英雄，为保护大陆为初衷的神界秩序（Divine Order）被建立了起来。
在游戏的开始，玩家在医者之镇——Aleroth中的一间房屋中醒来。

## 评价
本作在GameRankings获得了82.45%的评分，在Metacritic获得了81/100的评分。